# Stadtgarten Krefeld

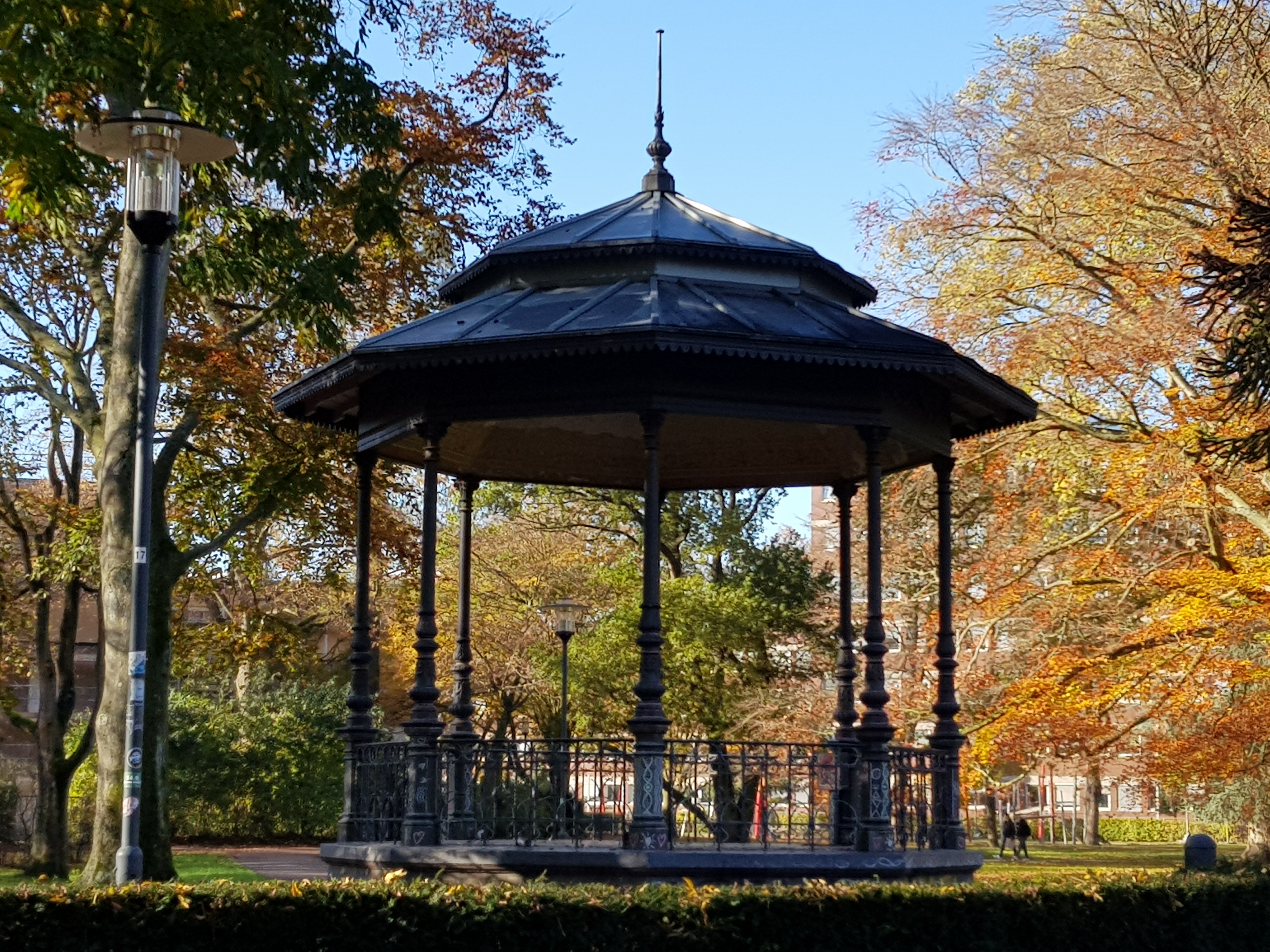
Musikpavillon im Stadtgarten

Der Stadtgarten Krefeld ist eine innerstädtische Grünfläche in Krefeld zwischen dem Nordwall und der St.-Anton-Straße. Er hat eine Fläche von 4,4 Hektar.

## Geschichte
Im Jahr 1814 wurde im Bereich des heutigen Stadtgartens die erste kommunale Friedhofsanlage Krefelds vor den Toren der Stadt angelegt.
Die ursprüngliche Form der Anlage ist in einem Plan von P. J. von de Fenn aus dem Jahre 1833 überliefert. Der Plan zeigt einen quadratischen Begräbnisplatz, der mit einem strengen Achsenkreuz in vier gleich große Grabfelder eingeteilt war. Allein die klassizistische Grabkapelle und das große Eingangstor heben die Mittelachse hervor. Der Plan zeigt aufwendige Torflügel zwischen unverputzten Pfosten mit pyramidaler Abdeckung. Unter Beibehaltung des strengen Wegenetzes wurde der Friedhof mehrfach erweitert bis zu seiner Auflassung 1867. Einzelne Denkmäler und Grabsteine wurden in den Park integriert und sind noch heute erhalten.
Die rasch wachsende Stadt rückte an den Friedhof heran; im Jahr 1867 stellte man die Beerdigungen ein. Am 1. Mai 1879 genehmigte die Stadtverordnetenversammlung den Umbau des Friedhofs in eine Parkanlage. Springbrunnen, Kurhaus, ein Musikpavillon und aufwendigen Schmuckbeete wurden errichtet und durch geschwungene Wege miteinander verbunden. Die alten Lindenalleen des Friedhofs wurden unangetastet in die neue Nutzung einbezogen.
In den folgenden Jahrzehnten wurde das Kurhaus abgerissen, ein Lesegarten entstand und verschwand wieder, die alten Alleen wurden teilweise gefällt. In den 1950er Jahren legte man einen Kinderspielplatz an der Südseite an. Dabei löste man dem Zeitgeschmack entsprechend die alte Mittelachse auf und hinterpflanzte den ehemaligen Haupteingang mit Sträuchern.
Ab 2010 plante man eine Grunderneuerung des Stadtgartens. Die Arbeiten starteten dann 2015 u. a. mit der Schaffung einladender Eingangsbereiche und Stärkung der historischen Hauptachsen sowie der Wiederbelebung der Platzbereiche um den Musikpavillon und dem Springbrunnen.

## Die Grabsteine im Stadtgarten

### Grabstein der Familie Heilmann
Die Inschriften auf dem Grabstein:

Seite 1: 
Catharina Margaretha
Coenen, geb. Heilmann,

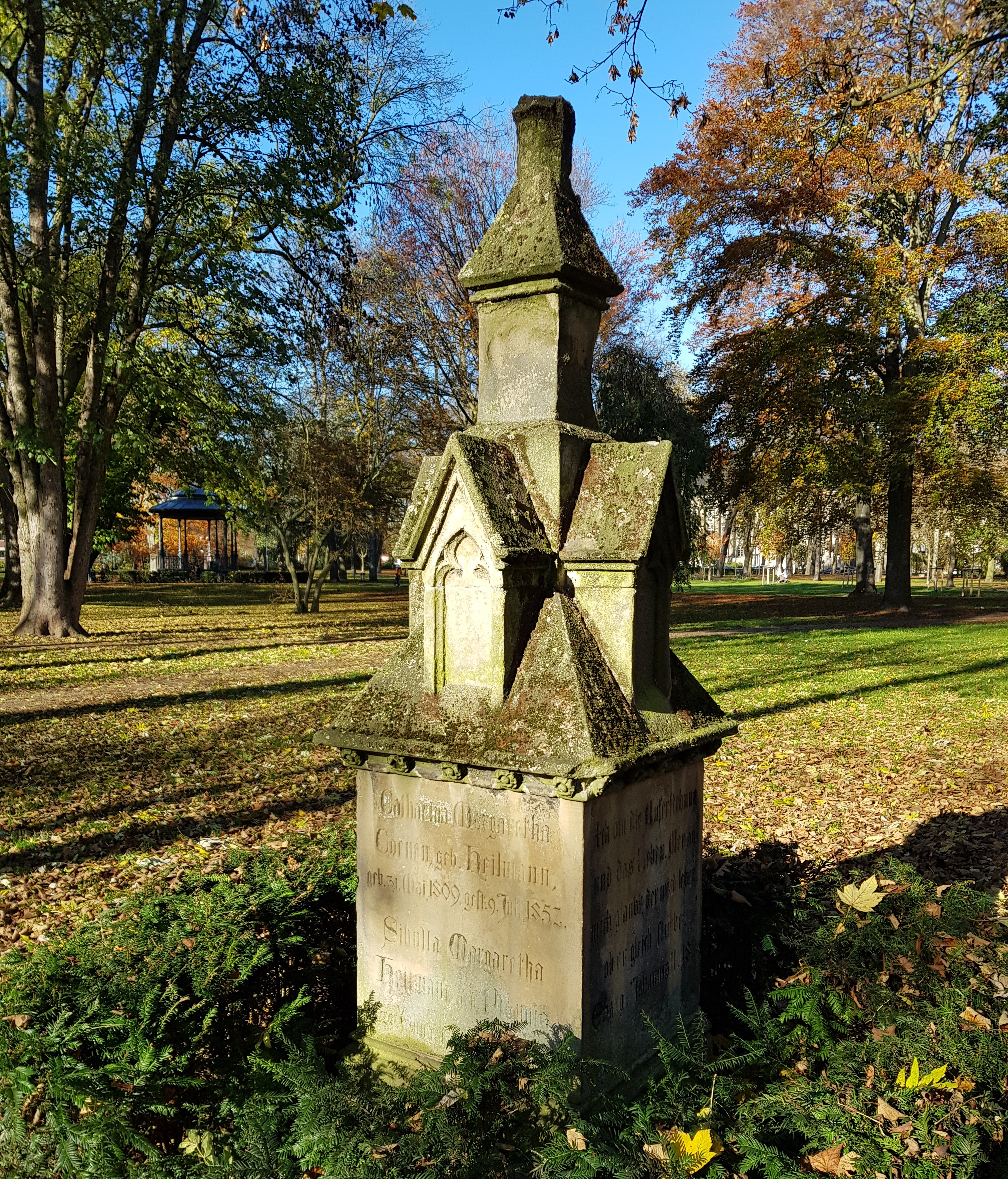
Grabstein der Familie Heilmann im Stadtgarten

geb. 31. Mai 1809, gest. 9. Juli 1852
Sibylla Margaretha
Heilmann geb. Plönnis
geb. 29. Januar 1783, gest. 18. März 1855
Nicolaus Leonhard Heilmann
evangelischer Pfarrer
geb. 9. Dec. 1776 gest. 26. Mai 1856

Seite 2:

Johanna Maria Louise
Heymer geb. Heilmann
geb. 25. Febr. 1813, gest. 23. März 1852
Wilhelm Leonard Heilmann
Geb. 17. Nov 1819, gest. 23. März 1865
Seite 3:
Ich bin die Auferstehung
und das Leben. Wer an
mich glaubt der wird leben
ob er gleich stürbe
Evang. Johannis 11, 18
Nikolaus Leonard Heilmann war der Sohn des Krefelder Predigers Jonas Johann Heilmann. 1805 wurde er evangelischer Pfarrer. Seine Ehefrau Sibylla Margaretha Heilmann (geb. Plönnis) war die Tochter eines Geistlichen.
Sie hatten zwei Kinder, den Sohn Wilhelm Leonard Heilmann (Arzt in Berlin und Krefeld) sowie die Tochter Johanna Maria Luise Heilmann.

### Grabstein der Familie Schumacher
Grabstätte der Familie Schumacher
Gerhard Schumacher, * 1790, † 1845

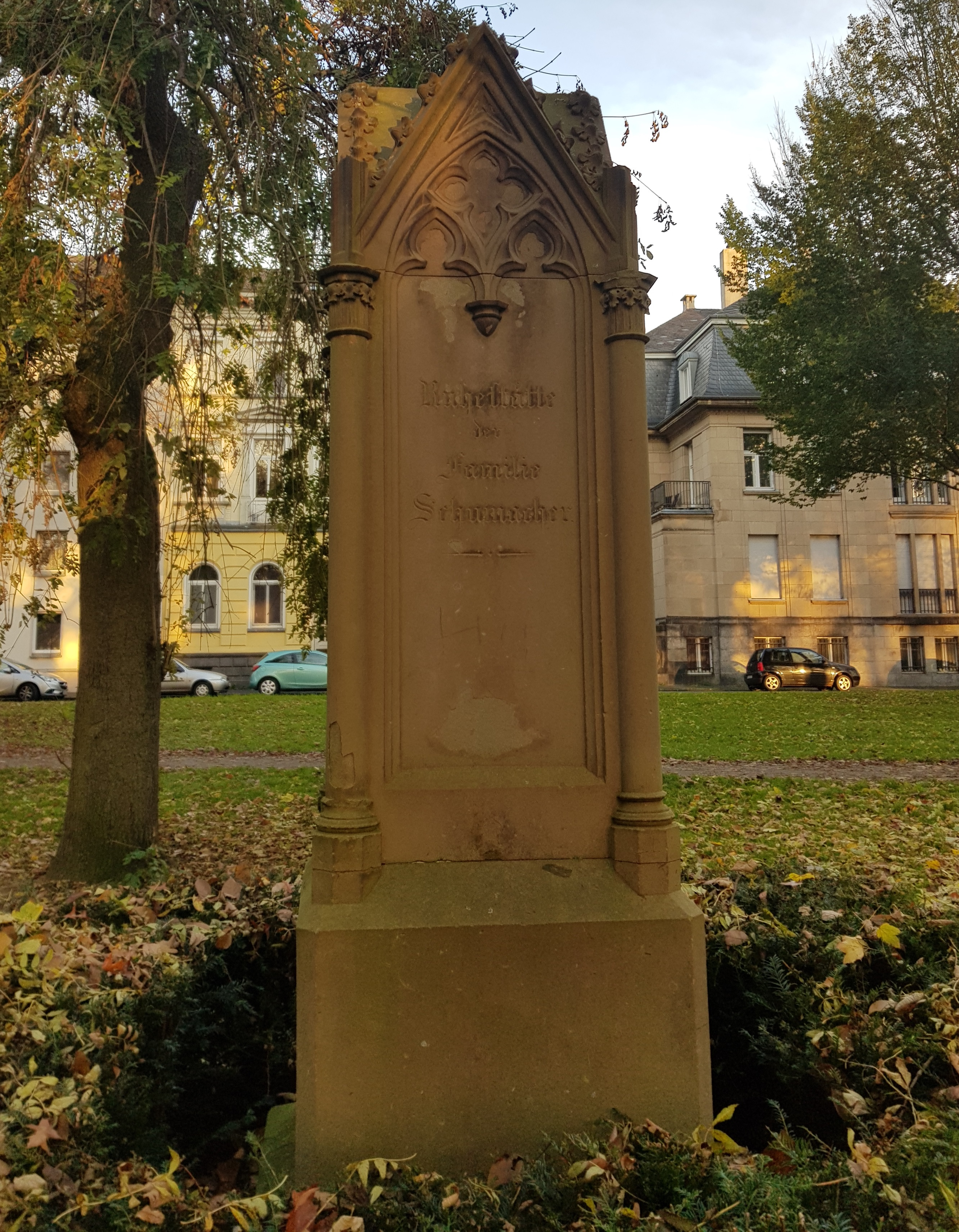
Grabstein der Familie Schumacher im Stadtgarten

Der Sohn, Hermann Schumacher, * 1827, † 1909
Die Familie Schumacher war eine wohlhabende mennonitische Kaufmannsfamilie (Zuckerrübenproduktion, Getränkehandel) aus Krefeld. Gerhard Schumacher war auch der Begründer des Krefelder Forstwaldes.

### Grabstein von Frederike Wilhelmine Heydweiller
Die Inschriften auf dem Grabstein:

Seite 1:
HIER RUHET
FRIEDERIKE WILHELMINE HEӰDWEILER
GEB KALL
GEBOREN ZU SEMBACH AM 20 MERZ 1748

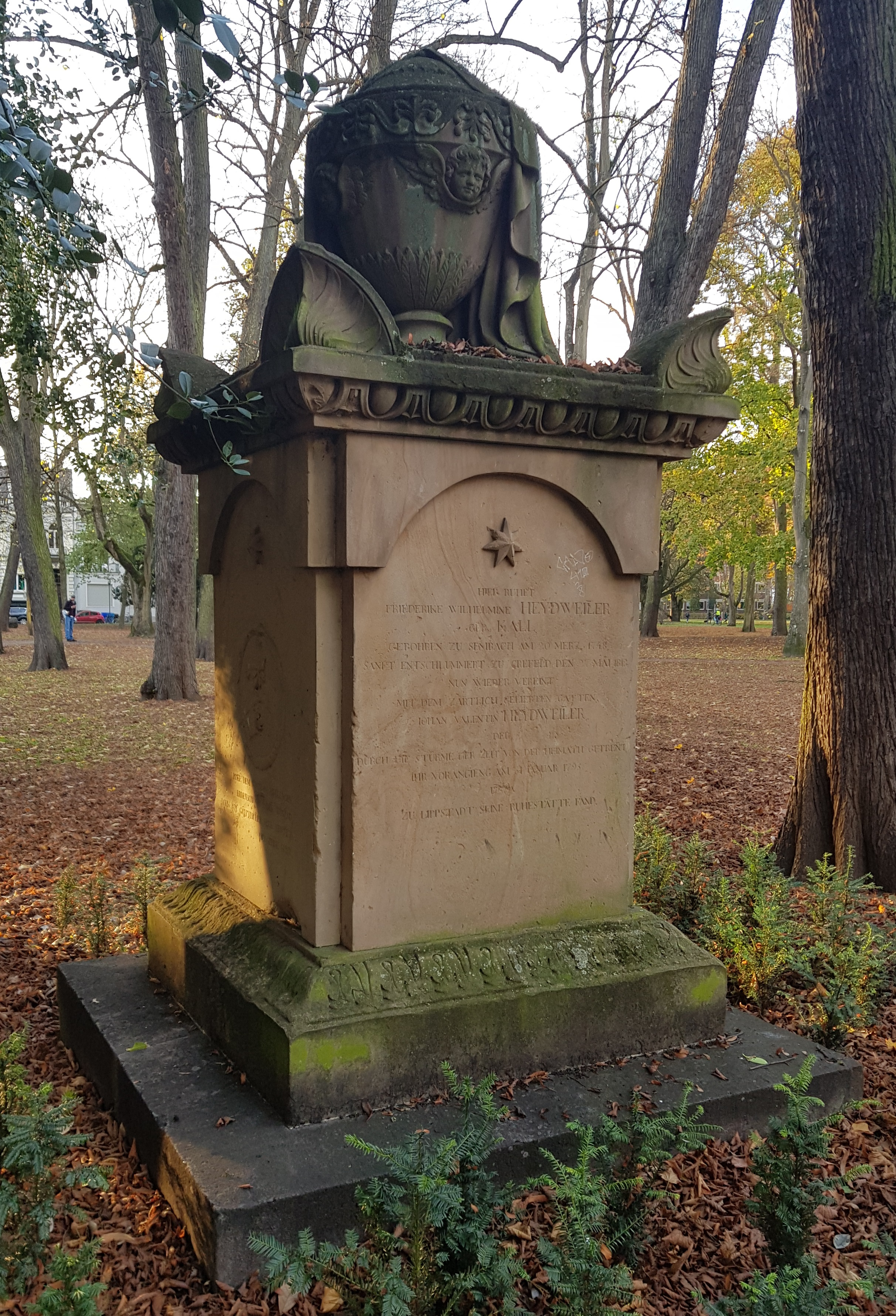
Grabstein von Friederike Wilhelmine Heydweiller im Stadtgarten

SANFT ENTSCHLUMMERT ZU CREFELD DEN 27 MAI 1818
NUN WIEDER VEREINT
MIT DEM ZÄRTLICHEN GELIEBTEN
IOHAN VALENTIN HEӰDWEILER
DER
DURCH DIE STÜRME DER ZEIT VON DER HEIMATH GETRENNT
IHR VORANGING AM 31 JAN. 1795
UND
ZU LIPPSTADT SEINE RUHE RUHESTÄTTE FAND
Seite 2:
RUHE DEM STAUB IM HÜHLENDEN
ERDENSCHOSE. DER TUGEND
LOHN AUF GÖTTLICHER FLUR ERNTET
DER SELIGE GEIST
Seite 3:
DEN
BESTEN ELTERN
IN KINDLICHER EHRFURCHT, DANKBARKEIT
UND LIEBE GEWIDMET
1818
Seite 4:
SELIG SIND DIE TOTEN, DIE DEM HERRN STARBEN
VON NUN AN, IA DER GEIST SPRICHT, DAS SIE RUHEN
VON IHRER ARBEIT; DENN IHRE WERKE FOLGEN IHNEN
NACH.
OFF. IOHs. 14. V. 13
Frederike Wilhelmine Heydweiller war die Mutter von Friedrich Heydweiller und Jakob Benjamin Heydweiller und Gattin des Textilfabrikanten Johann Valentin Heydweiller

### Grabstein von Peter von Loewenich

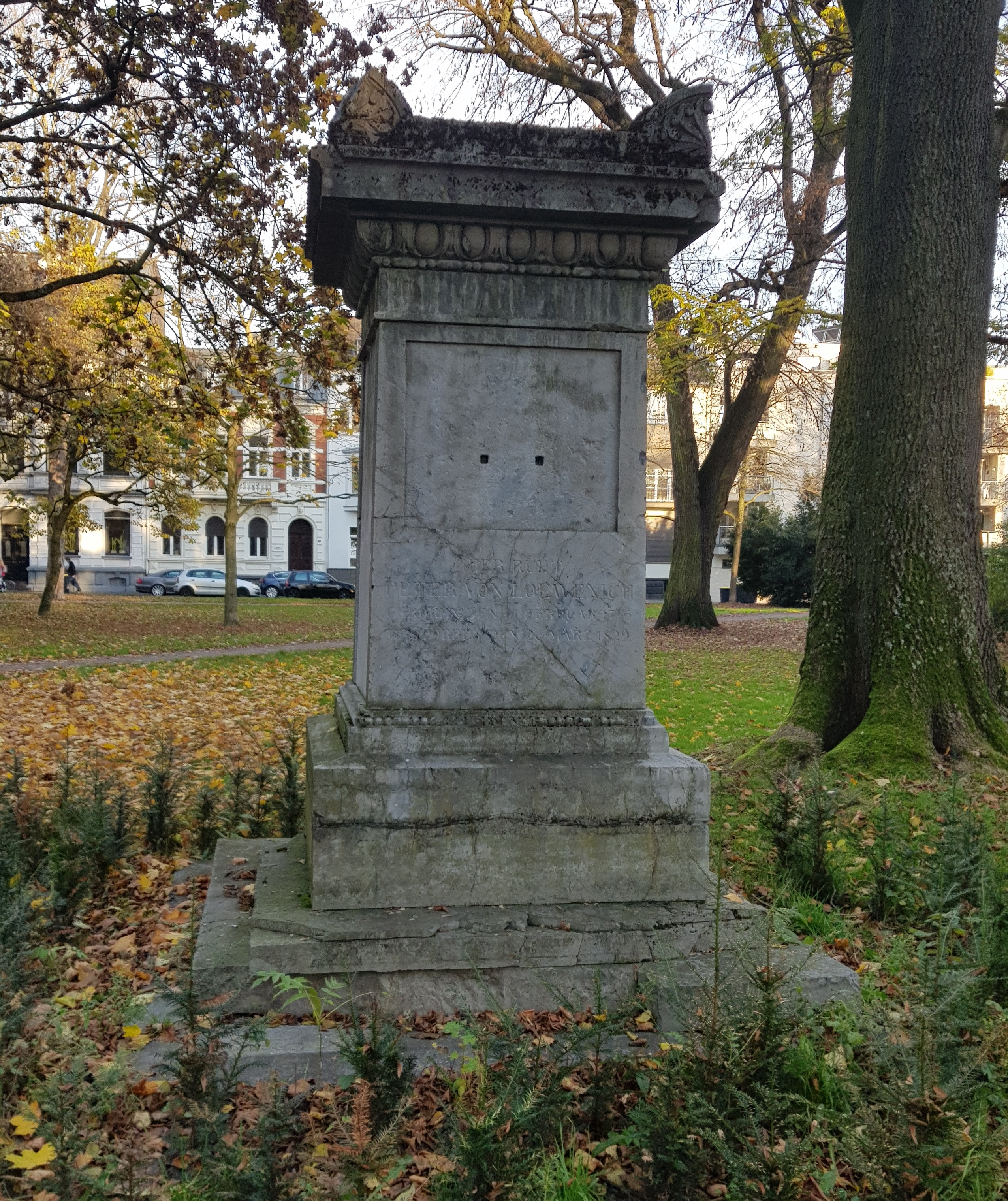
Grabstein von Peter von Loewenich im Stadtgarten

Peter von Loewenich war Seidenfabrikant und Kommerzienrat (* 14. Februar 1755 in Burscheid; † 26. März 1829 in Krefeld).
1756 heiratete er Maria von der Leyen und ab 1793 war er Teilhaber des Krefelder Seidenunternehmens „F. & H. von der Leyen“.

### Grabstein von Anton de Greiff

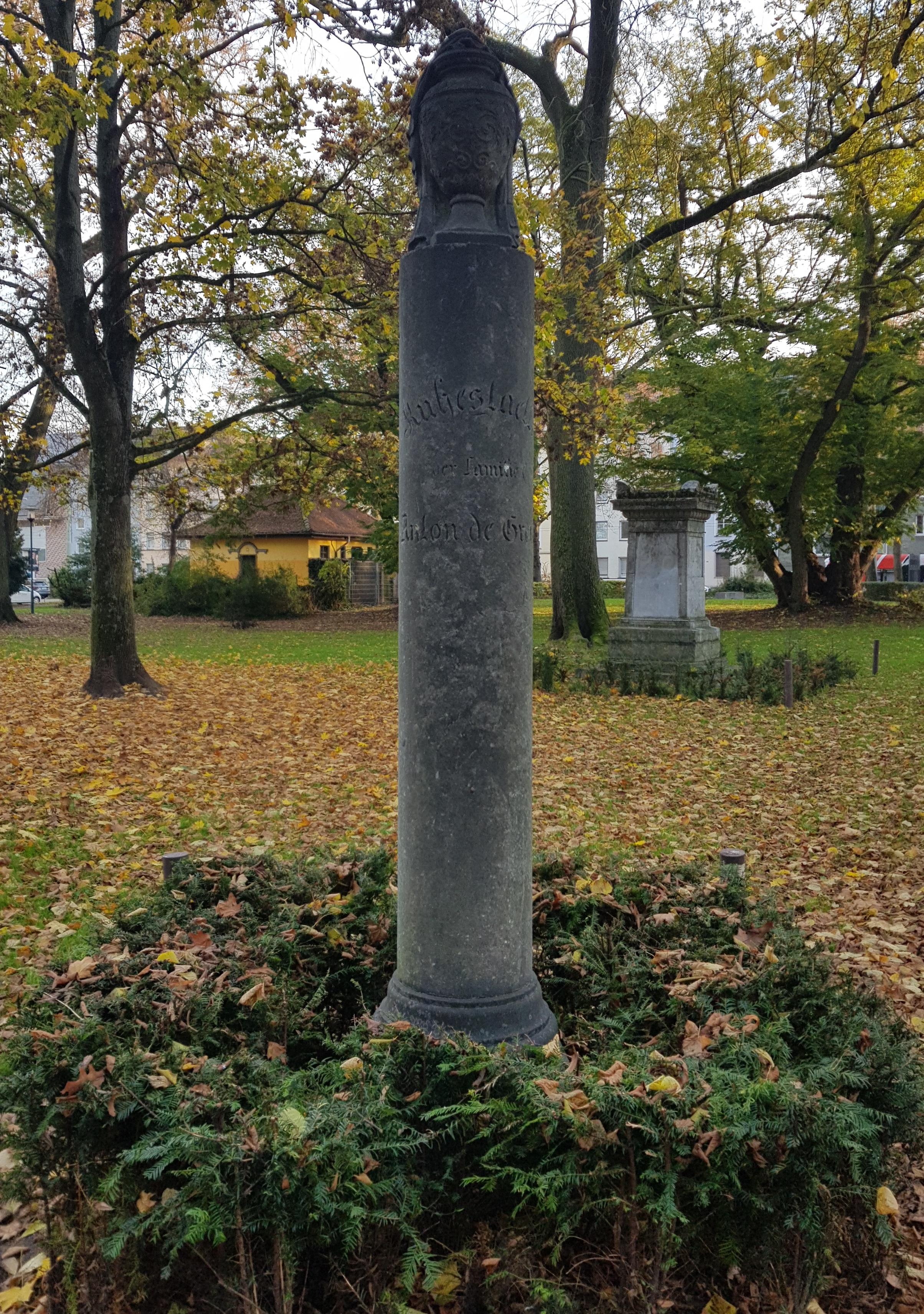
Grabstein von Anton de Greiff im Stadtgarten

Anton de Greiff (* 1765, † 1835) war Krefelder Kaufmann im Seiden- sowie auch im Weinhandel.

## Die Denkmäler im Stadtgarten

### Denkmal von Carl Wilhelm

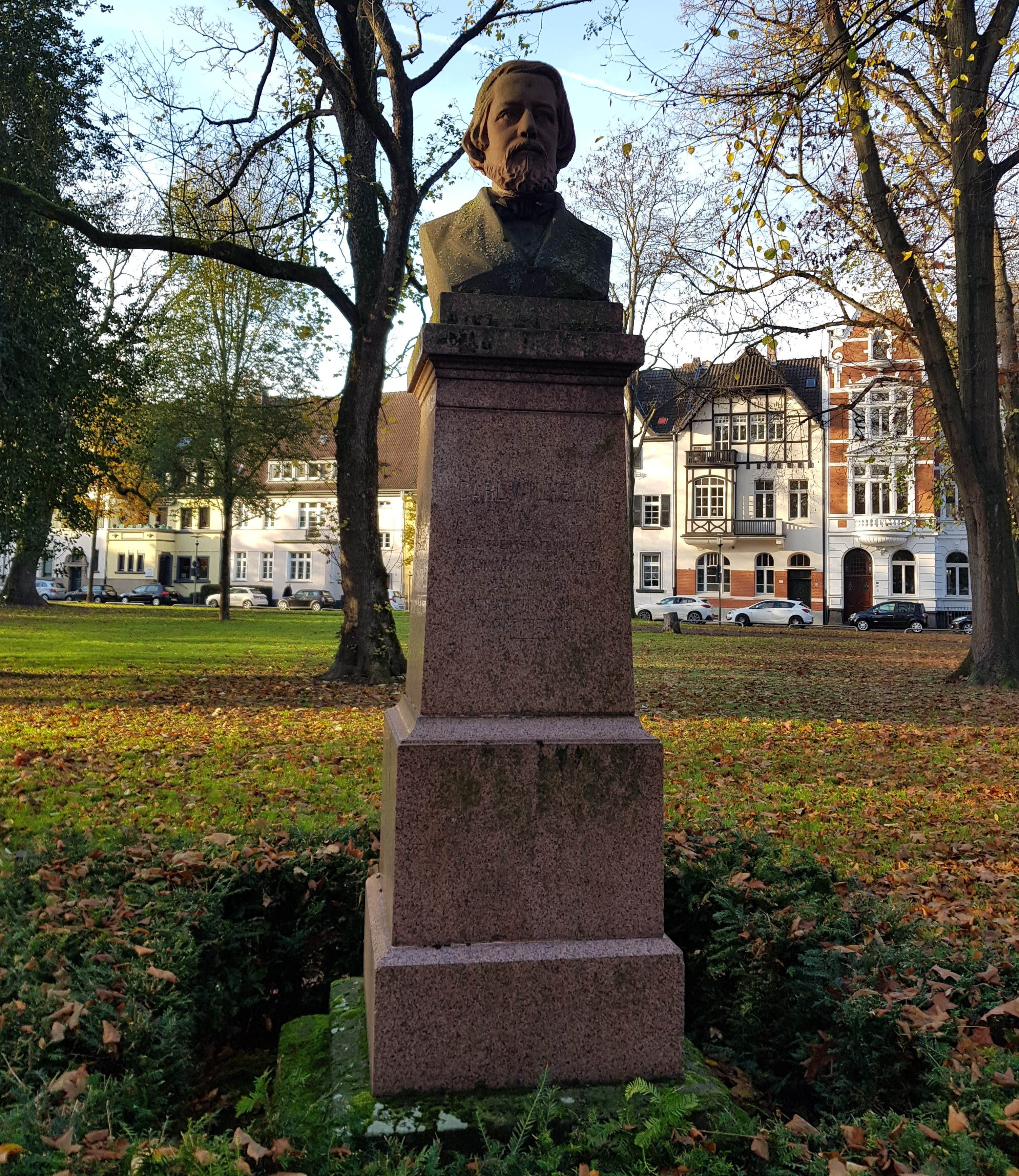
Denkmal von Carl Wilhelm im Stadtgarten

Carl Wilhelm (* 5. September 1815, † 26. August 1873) war ein Dirigent und Komponist. 1840 war er nach Krefeld gekommen und von 1841 bis 1864 Chorleiter der Krefelder Liedertafel. Das Denkmal ist kein Grabmal und wurde ursprünglich 1877 eingeweiht.
Die original Bronzebüste, gefertigt von Heinrich Walger, wurde 1877 auf dem Krefelder Ostwall aufgestellt. Wegen Verlegung der Straßenbahnschienen erfolgte 1931 ein Standortwechsel zum Krefelder Jungfernweg. Seit 1985 steht – nach mehrmaliger Beschädigung der alten Figur – eine Neufassung von Peter Bertlings aus Keramik im Stadtgarten. Das inzwischen über 130 Jahre alte Bronze-Original lagert im Kaiser-Wilhelm-Museum. In Krefeld erinnert auch ein Straßenname in der Nähe des Rathauses an das Wirken Carl Wilhelms in der Samt- und Seidenstadt.

### Veteranendenkmal

#### Wem gedenkt dieses Veteranendenkmal?

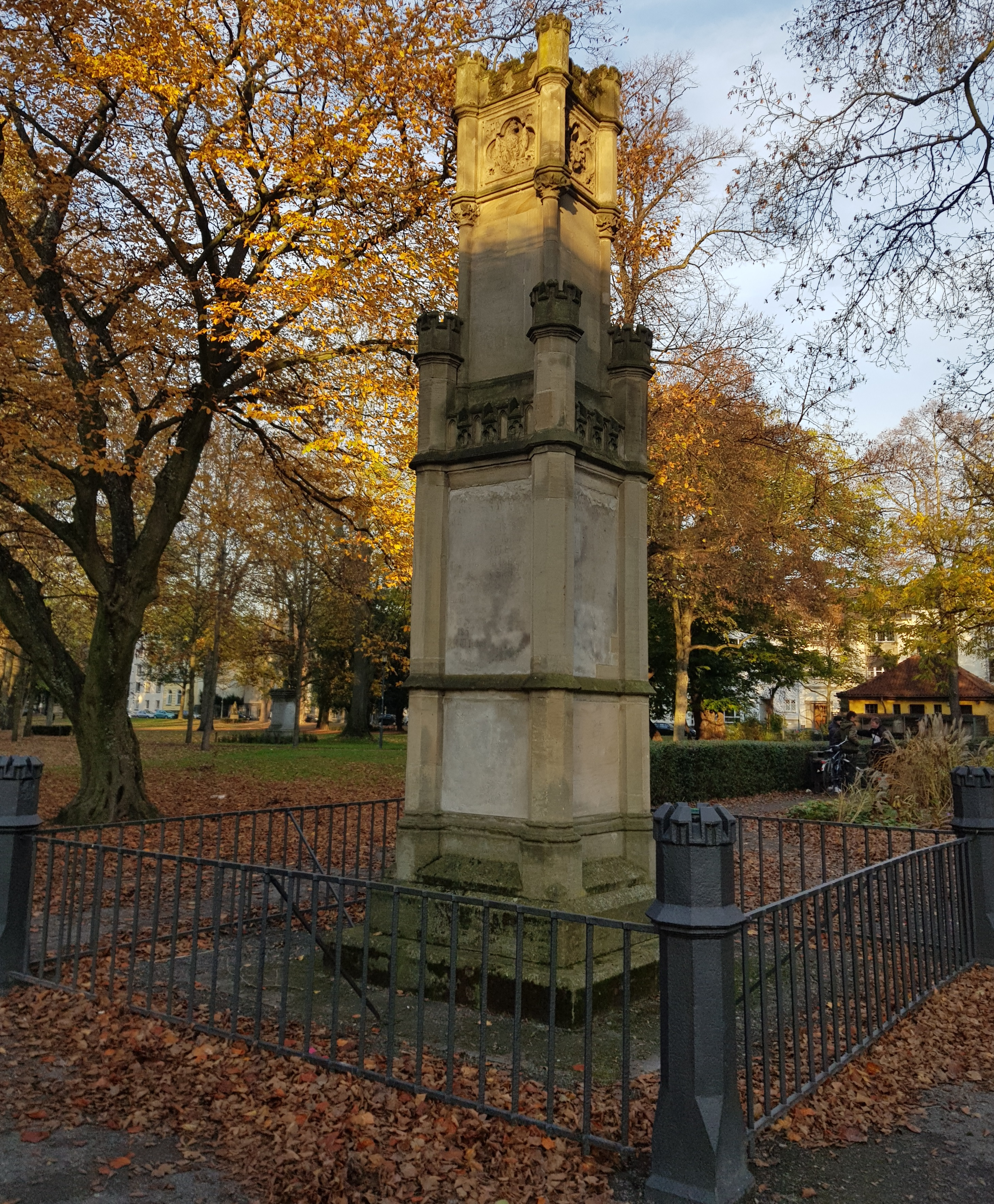
Veteranendenkmal im Stadtgarten

Der französische Kaiser Napoleon, seit 1801 endgültig im Besitz des linksrheinischen Gebietes, ließ bereits seit 1802 Krefelder Jünglinge und Männer für seine große Armee einziehen. Bis 1813 sollen dies 608 Personen gewesen sein. Viele kamen nicht zurück. Doch die, die in das preußisch gewordene Krefeld heimkehrten, verband ihr gemeinsames Schicksal. Der Krefelder Veteranenverein, der sich 1845 gegründet hatte, mit dem Ziel einander bei Krankheiten zu helfen, die Begräbnisse zu finanzieren und zu begleiten, ließ das Denkmal erstellen.
Dieses Denkmal ist kein Monument, das einen Krieg verherrlicht, sondern eine Gedächtnisstätte für die, die gezwungenermaßen einen Krieg mitmachen mussten, den sie nicht gewollt hatten.

#### Der Aufbau des Veteranendenkmals
Das Denkmal im neugotischen Stil ist aus Sandstein gearbeitet und etwa 4 Meter hoch. Über einem quadratischen Stufensockel erhebt sich ein Pfeiler, dessen Ecken sechseckige, mit Zinnen bekrönte Türmchen tragen. Darauf ein kleiner Aufsatz, der diese Gliederung wiederholt, und unter einem Spitzbogen die Statuette eines Grenadiers der Grande Armée. Der napoleonische Adler, der darüber schwebt, bestimmt auch die Rückseite des Denkmals. Seitlich wurden das Kreuz der Ehrenlegion und das Krefelder Stadtwappen in den Stein gemeißelt. Die Namen der Gefallenen sind erkennbar, aber schwer zu entziffern. 97 sollen es sein.

## Der Kinderspielplatz im Stadtgarten

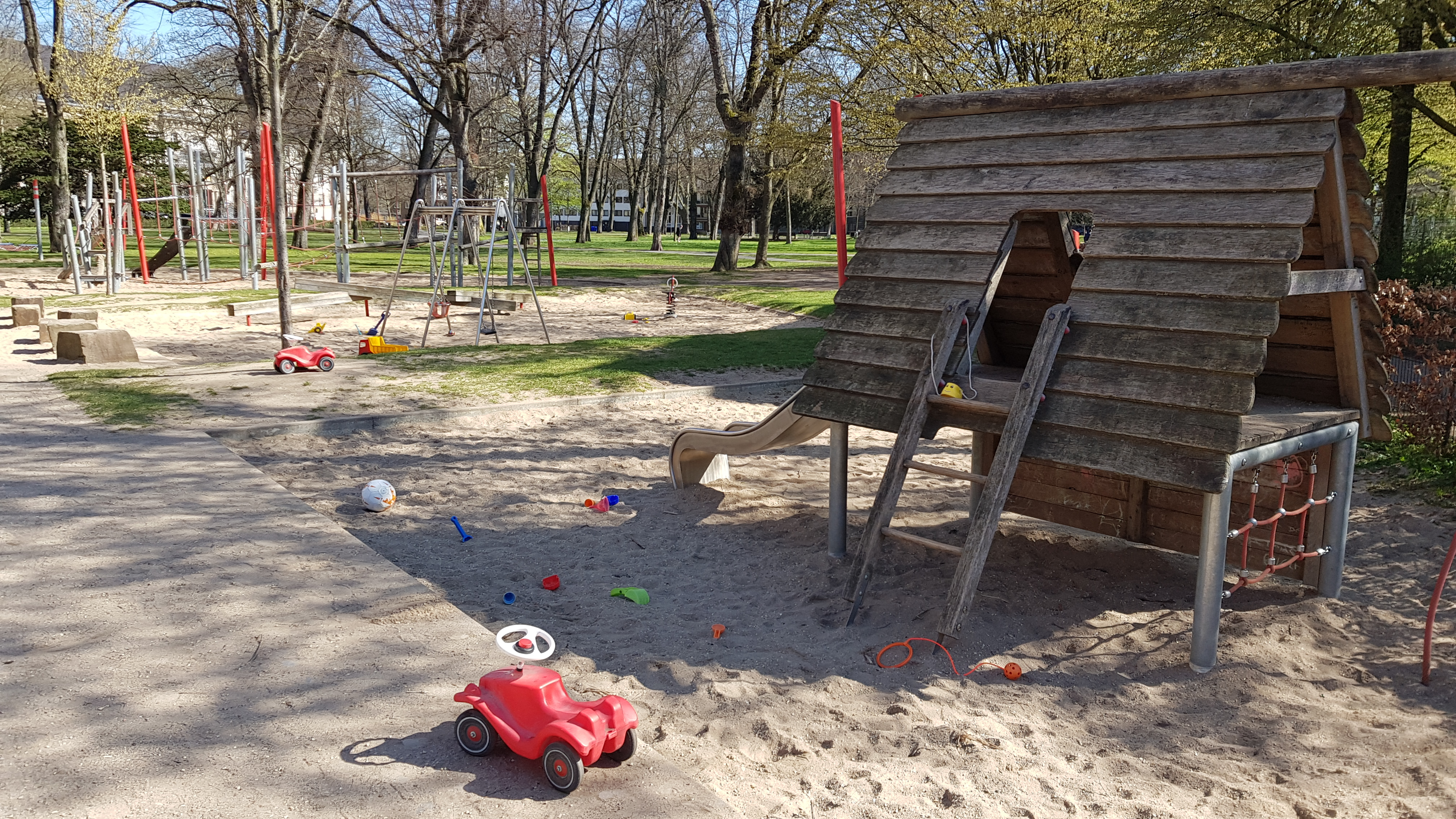
Der Spielplatz im Stadtgarten

Bei der Grunderneuerung des Stadtgartens im Jahr 2015 wurde der ursprüngliche Spielplatz an der Südseite des Parks abgebaut und ein neuer Spielplatz u. a. mit zusätzlicher Liegewiese und Spielzeug-Container an der Nordwestseite angelegt.

## Veranstaltungen
- Jeweils zum Tag der Arbeit, am 1. Mai, wird immer ein großes Fest mit Kundgebungen der Gewerkschaften, internationalem Speisenangebot und Live-Musik angeboten.
- Seit 2013 findet die Reihe „Sommerabendkonzert“ statt. In den Sommermonaten von Juni – September, jeweils am 1. Freitag im Monat, werden Konzerte am Musikpavillon aufgeführt.

## Belege
1. ↑  Gabriele Heckmanns: Stadtgarten Krefeld. In: KuLaDig (Kultur, Landschaft, Digital). Landschaftsverband Rheinland, 2017, abgerufen am 10. Februar 2024.
2. ↑  Yvonne Brandt, Daniela Gefgen: 140 Jahre Stadtgarten in Krefeld – Das ist die bewegte Geschichte. Westdeutsche Zeitung, 19. März 2019, abgerufen am 10. Februar 2024.
3. ↑  Egon Traxler: Der Stadtgarten wird endlich schön. Westdeutsche Zeitung, 16. Oktober 2014, abgerufen am 11. Februar 2024.
4. 1 2 3 4 5  Westdeutsche Zeitung: Spurensuche: Stadtgarten: Gräber und Denkmäler erinnern an große Krefelder Familien. 12. April 2016, abgerufen am 8. Februar 2024.
5. ↑  Haus der Seidenkultur erzählt die zuckersüße Forstwald-Geschichte. Abgerufen am 8. Februar 2024.
6. ↑  Werner Dohmen: Krefeld: Familiengeschichte des Forstwald-Gründers digitalisiert. Westdeutsche Zeitung, 3. August 2020, abgerufen am 8. Februar 2024.
7. ↑  Offenbarung des Johannes - Kapitel 14 - Vers 13. Abgerufen am 9. Februar 2024.
8. ↑  Sabine Haefs: Das Karl-Wilhelm-Denkmal im Krefelder Stadtgarten. In: Die Heimat. Band 67. Verein für Heimatkunde in Krefeld e.V., Krefeld 1996, S. 26–29.
9. ↑  Eva Brües: Friedrich v. Schmidts Veteranendenkmal im Krefelder Stadtgarten. In: Die Heimat. Band 37. Verein für Heimatkunde in Krefeld e.V., Krefeld 1966, S. 96–100.

Koordinaten: 51° 20′ 1,1″ N, 6° 33′ 7,7″ O